# Gruey-lès-Surance
Gruey-lès-Surance ist eine französische Gemeinde mit 210 Einwohnern (Stand 1. Januar 2022) im Département Vosges in der Region Grand Est. Sie gehört zum Arrondissement Épinal und zum Gemeindeverband Épinal.

## Geografie
Die Gemeinde Gruey-lès-Surance liegt auf einer durchschnittlichen Höhe von 425 m über dem Meer, zehn Kilometer nordwestlich von Bains-les-Bains und 22 Kilometer südöstlich von Vittel im äußersten Süden Lothringens an der Grenze zur Region Bourgogne-Franche-Comté.
Das 27,1 km² große Gemeindegebiet liegt auf dem Plateau der Vôge zwischen dem oberen Saônetal und dem Tal des Côney. Auf dem Hochplateau entspringen die Bäche Ruisseau d’Heuillon und Ruisseau du Houe, die sich in Gruey-lès-Surance zum Côney-Zufluss Ruisseau de Gruey vereinen. Im Nordwesten des Gemeindegebietes befindet sich die Quelle der Ourche, dem ersten nennenswerten Nebenfluss der Saône und im Südwesten bildet der Ruisseau des Cerisiers die Grenze zur Region Franche-Comté. 
Die Hochfläche wird landwirtschaftlich genutzt, während die Hanglagen im Süden (Bois de Montroche) und Westen (Forêt Domaniale de Darney) des Gemeindegebietes aus Wäldern bestehen. Der Forêt Domaniale de Darney gehört zu den größten zusammenhängenden Mischwaldgebieten im Département Vosges. Im Süden der Gemeinde fällt das Gelände in einer Stufe um etwa 80 Höhenmeter ab. Nördlich des Kernortes befindet sich der ca. 3 ha große aufgestaute Weiher Étang des Cerisiers. Diese Bezeichnung trägt auch ein weiterer Weiher im Südwesten der Gemeinde.
Der Ort Gruey-lès-Surance hat zwei Siedlungsachsen: die Nord-Süd-Achse (Route de Darney, Rue Marcel Brégier) sitzt der Hauptachse der Rue de l’Église T-förmig auf. 
Zu Gruey-lès-Surance gehören die Dörfer und Weiler Jérusalem, Le Hatrey, Moscou und Surance.
Nachbargemeinden von Gruey-lès-Surance sind Grandrupt-de-Bains im Norden, La Haye und Harsault im Nordosten, Hautmougey im Osten, Fontenoy-le-Château im Süden, Ambiévillers im Südwesten sowie Hennezel im Nordwesten.

## Geschichte
Der Name Gruey tauchte erstmals 1315 in einer Urkunde auf. Bis zur Französischen Revolution gehörte das Gebiet der heutigen Gemeinde zur Vogtei Vesoul in der Franche-Comté, wechselte 1790 in den Kanton Bains-les-Bains des damaligen Arrondissements Darney.

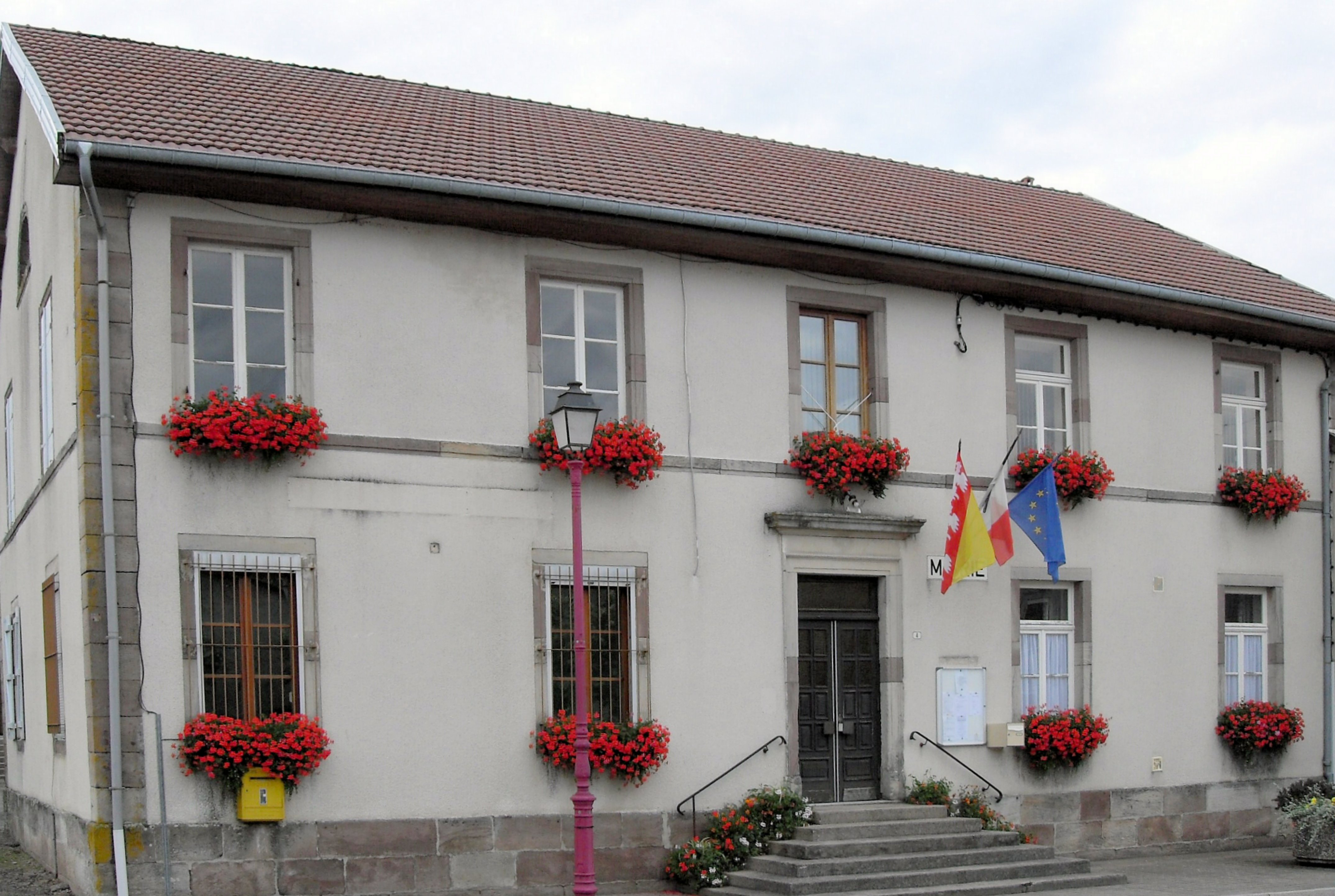
Rathaus in Gruey-lès-Surance

Am 4. Juni 1842 entstand per Dekret die Gemeinde Gruey-lès-Surance aus dem Ort Gruey und dem kleinen Weiler Surance.
Die Kirche Unserer Lieben Frau Geburt wurde 1873 errichtet und war bis zum Jahr 2000 Teil des Archidiakonates Faverney der Diözese Besançon. Das Rathaus mit der Schule (mairie-ecole) wurde 1830 gebaut, eine Mädchenschule im Jahr 1874 und eine gemischte Schule 1881 im kleinen Ortsteil Moscou. 

### Bevölkerungsentwicklung
| Jahr      | 1962 | 1968 | 1975 | 1982 | 1990 | 1999 | 2010 | 2021 |
| Einwohner | 425  | 450  | 384  | 339  | 302  | 226  | 251  | 217  |

Im Jahr 1876 wurde mit 1752 Bewohnern die bisher höchste Einwohnerzahl ermittelt. Die Zahlen basieren auf den Daten von cassini.ehess und INSEE.

## Sehenswürdigkeiten

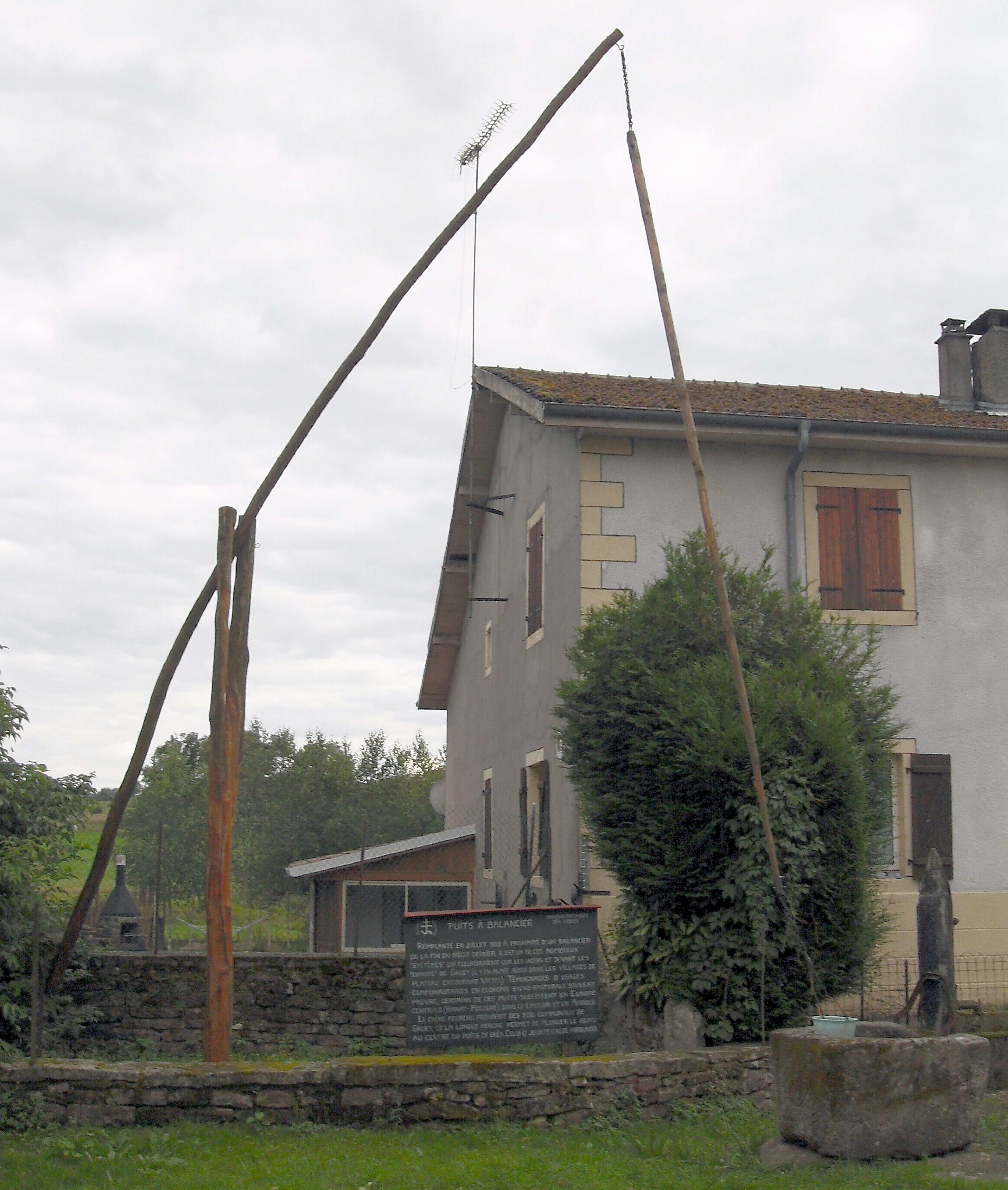
Ziehbrunnen in Gruey-lès-Surance

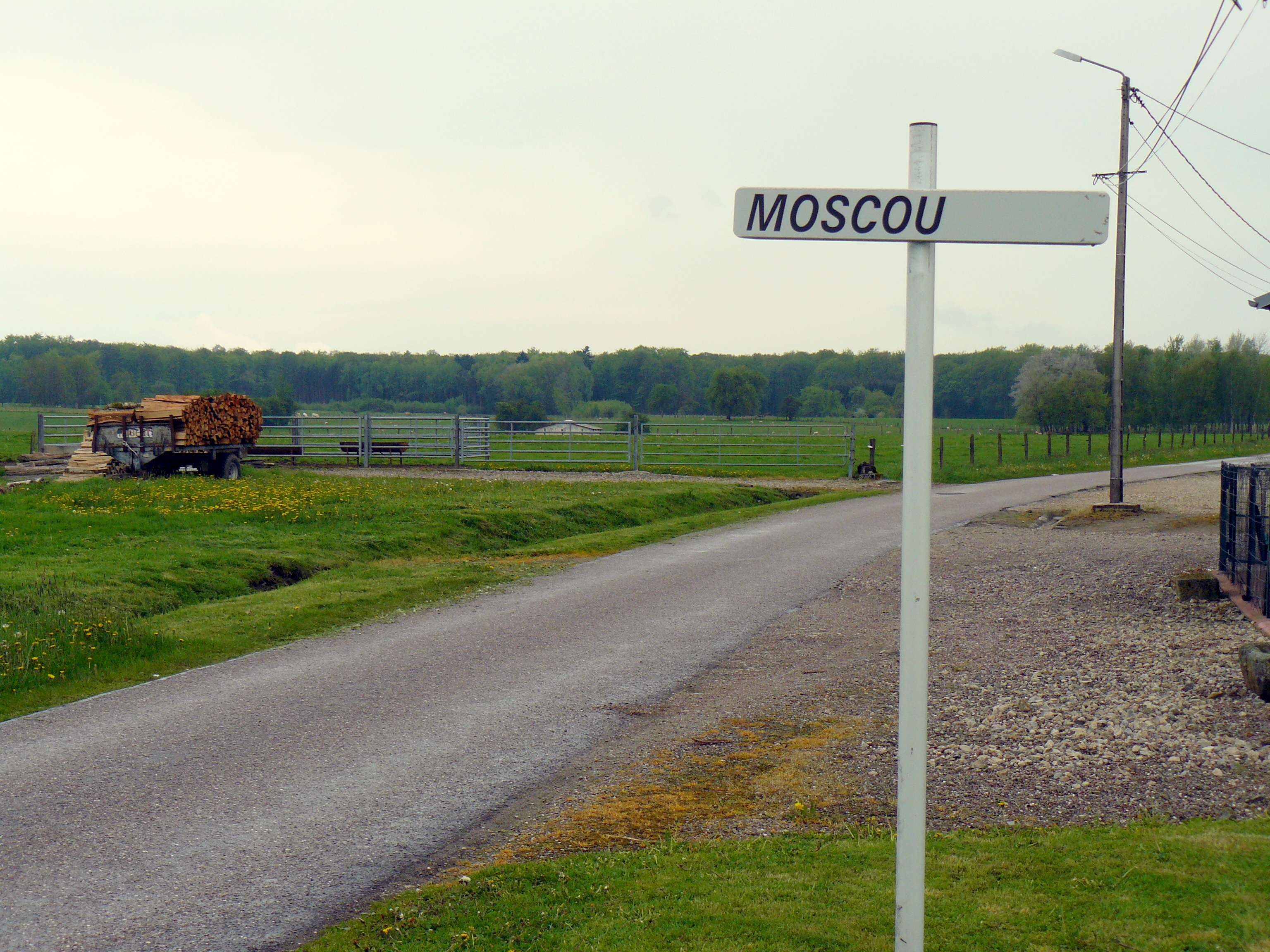
Ortslage Moscou

- Kirche Mariä Geburt (Église de la Nativité-de-Notre-Dame)
- Kalvarienberg aus dem Jahr 1707
- 1992 neben der Kirche aufgestellter und restaurierter Ziehbrunnen ist einer von mehreren dieser Art, die auf den hochgelegenen Weiden der Vôge zwischen Gruey-lès-Surance und Vittel noch bis zum Ende des 19. Jahrhunderts als Viehtränken genutzt wurden.

Kirche Mariä Geburt
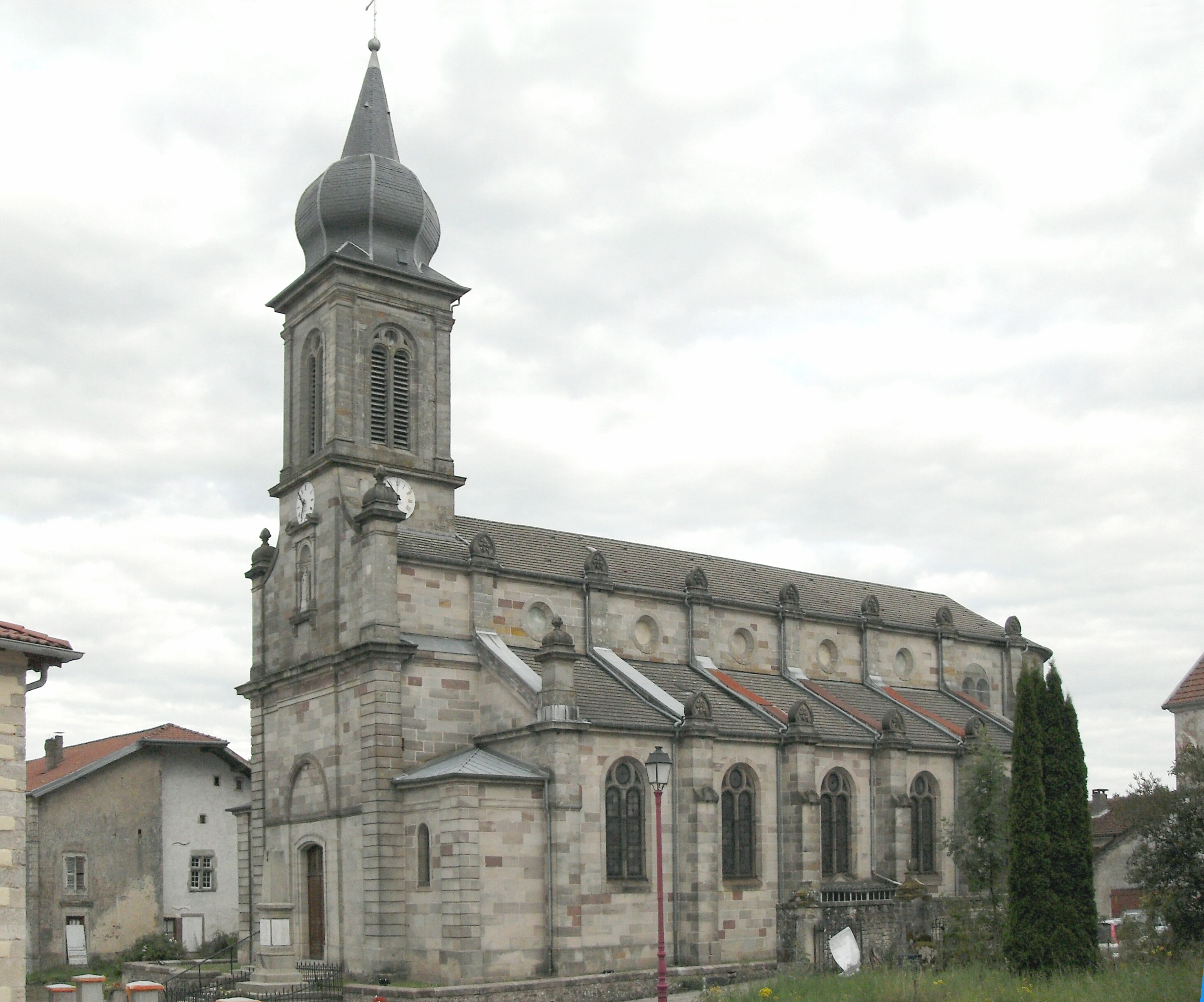
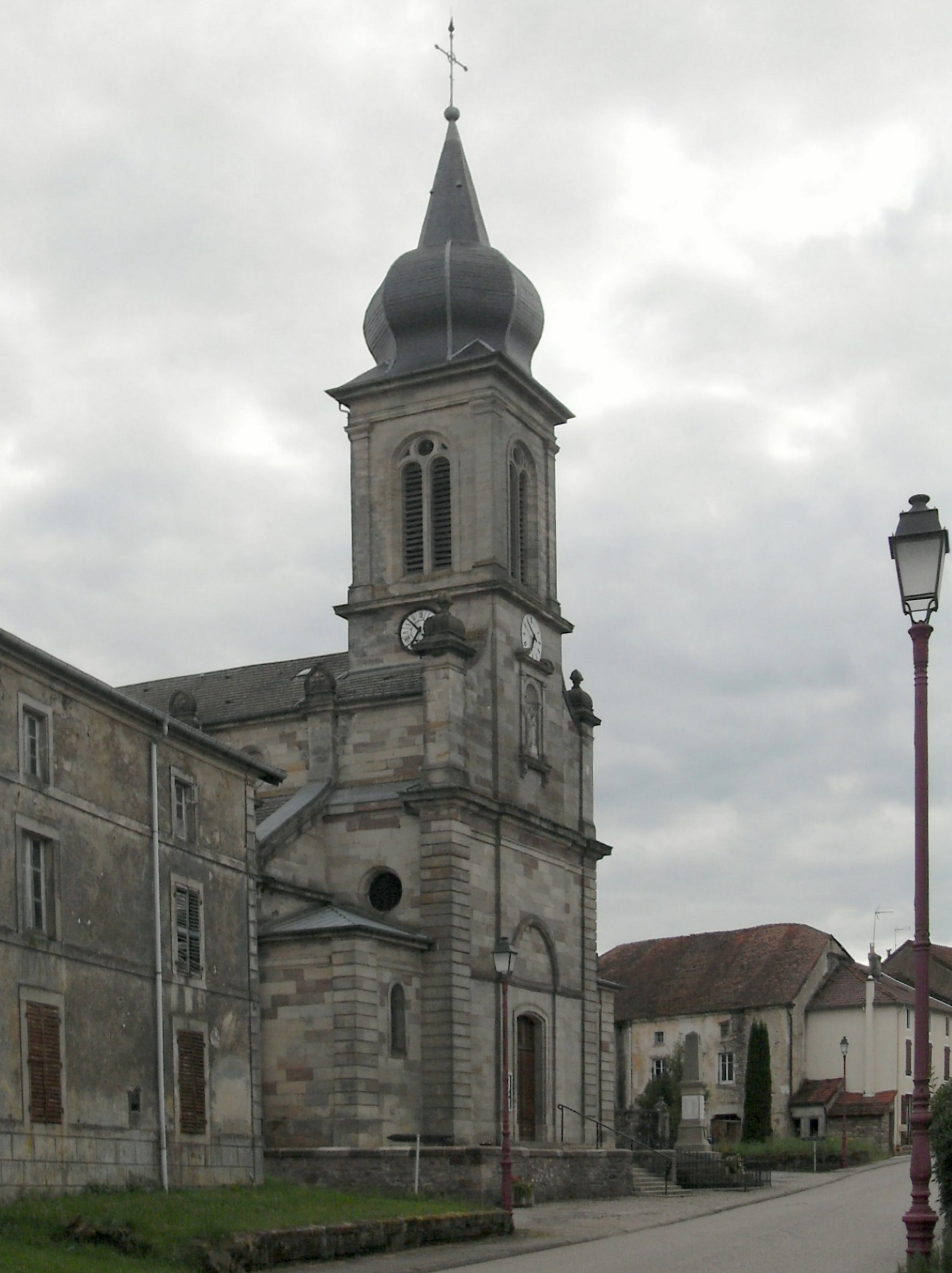

## Wirtschaft und Infrastruktur
Die Erwerbstätigen in Gruey-lès-Surance sind hauptsächlich in der Land- und Forstwirtschaft sowie kleinen Dienstleistungsbetrieben im Ort oder der näheren Umgebung beschäftigt. In der Gemeinde sind neun Landwirtschaftsbetriebe ansässig (Milchwirtschaft, Pferde- und Rinderzucht, Schaf- und Ziegenhaltung). In den Fluren Rosemont und Le Poncé wird Wein kultiviert. Der häufig spürbar wehende Wind auf der waldfreien Hochfläche um Gruey-lès-Surance ist die Ursache für Pläne, Windkraftanlagen zu installieren.
Die Fernstraße D 164 von Neufchâteau über Contrexéville, Darney, Bains-les-Bains nach Saint-Loup-sur-Semouse führt als Hauptstraße durch die Gemeinde. Der nächste Bahnhof (in Bains-les-Bains) liegt 14 Kilometer südöstlich von Gruey-lès-Surance.

## Belege
1. ↑  Gruey-lès-Surance auf vosges-archives.com (französisch)
2. ↑  Ortsname auf cassini.ehess.fr
3. ↑  Gruey-lès-Surance auf cassini.ehess
4. ↑  Gruey-lès-Surance auf INSEE
5. ↑  Landwirtschaftsbetriebe auf annuaire-mairie.fr (französisch)